# Lisa Hauser
Lisa Theresa Hauser (Kitzbühel, 16 december 1993) is een Oostenrijkse biatlete. Ze vertegenwoordigde haar vaderland op de Olympische Winterspelen 2014 in Sotsji, de Olympische Winterspelen 2018 in Pyeongchang en op de Olympische Winterspelen 2022 in Peking.

## Carrière
Op de wereldkampioenschappen biatlon 2013 in Nové Město eindigde Hauser samen met Iris Schwabl, Ramona Schrempf en Katharina Innerhofer. Bij haar wereldbekerdebuut, in november 2013 in Annecy, scoorde de Oostenrijkse direct wereldbekerpunten. Tijdens de Olympische Winterspelen van 2014 in Sotsji eindigde ze als 27e op de 7,5 kilometer sprint, als 39e op de 10 kilometer achtervolging en als 36e op de 15 kilometer individuel. Op de gemengde estafette eindigde ze samen met Katharina Innerhofer, Daniel Mesotitsch en Friedrich Pinter op de negende plaats.
In Kontiolahti nam Hauser deel aan de wereldkampioenschappen biatlon 2015. Op dit toernooi eindigde ze als 24e op de 7,5 kilometer sprint, als 21e op de 10 kilometer achtervolging, als 26e op de 15 kilometer individueel en als dertiende op de 12,5 kilometer massastart. Samen met Dunja Zdouc, Simone Kumpfner en Katharina Innerhofer eindigde ze als tiende op de estafette, op de gemengde estafette eindigde ze samen met Katharina Innerhofer, Sven Grossegger en Simon Eder op de vijfde plaats. In december 2015 behaalde de Oostenrijkse in Östersund haar eerste toptienklassering in een wereldbekerwedstrijd. Op de wereldkampioenschappen biatlon 2016 in Oslo eindigde ze als dertiende op de 15 kilometer individueel, als zestiende op de 7,5 kilometer sprint, als twintigste op de 10 kilometer achtervolging en als 21e op de 12,5 kilometer massastart. Samen met Dunja Zdouc, Julia Schwaiger en Susanne Hoffmann eindigde ze als twaalfde op de estafette, op de gemengde estafette eindigde ze samen met Dunja Zdouc, Simon Eder en Dominik Landertinger op de vijfde plaats. Op de wereldkampioenschappen biatlon 2017 in Hochfilzen eindigde Hauser als 61e op de 15 kilometer individueel, als 23e op de 7,5 kilometer sprint, als 26e op de 10 kilometer achtervolging en als 25e op de 12,5 kilometer massastart. Samen met Fabienne Hartweger, Simon Eder en Dominik Landertinger eindigde ze als negende op de gemengde estafette. Tijdens de Olympische Winterspelen van 2018 in Pyeongchang eindigde ze als 41e op de 15 kilometer individueel en als 62e op de 7,5 kilometer sprint. Op de gemengde estafette eindigde ze samen met Katharina Innerhofer, Simon Eder en Julian Eberhard op de tiende plaats.
Op de wereldkampioenschappen biatlon 2019 in Östersund eindigde Hauser als zevende op de 15 kilometer individueel en als zeventigste op de 10 kilometer sprint. Samen met Julia Schwaiger, Christina Rieder en Katharina Innerhofer eindigde ze als zestiende op de estafette, op de single-mixed-relay eindigde ze samen met Simon Eder op de achtste plaats. In Antholz nam de Oostenrijkse deel aan de wereldkampioenschappen biatlon 2020. Op dit toernooi eindigde ze als 51e op de 15 kilometer individueel, als zeventiende op de 7,5 kilometer sprint, als achtste op de 10 kilometer achtervolging en als negende op de 12,5 kilometer massastart. Samen met Julia Schwaiger, Christina Rieder en Katharina Innerhofer eindigde ze als twaalfde op de estafette. Op de single-mixed-relay eindigde ze samen met Simon Eder op de zesde plaats, samen met Katharina Innerhofer, Felix Leitner en Dominik Landertinger eindigde ze als achtste op de gemengde estafette. Op 8 januari 2021 eindigde ze in Oberhof voor de eerste maal in haar carrière op het podium van een wereldbekerwedstrijd. Op 21 januari 2021 boekte Hauser in Antholz haar eerste wereldbekerzege.

## Resultaten

### Olympische Winterspelen
| Jaar | Plaats      | Onderdeel   | Onderdeel | Onderdeel     | Onderdeel  | Onderdeel | Onderdeel          |
| Jaar | Plaats      | Individueel | Sprint    | Achtervolging | Massastart | Estafette | Gemengde estafette |
| ---- | ----------- | ----------- | --------- | ------------- | ---------- | --------- | ------------------ |
| 2014 | Sotsji      | 36e         | 27e       | 39e           | –          | –         | 9e                 |
| 2018 | Pyeongchang | 41e         | 62e       | –             | –          | –         | 10e                |
| 2022 | Peking      | 17e         | 4e        | 7e            | 11e        | 9e        | 10e                |

### Wereldkampioenschappen
| Jaar | Plaats      | Onderdeel   | Onderdeel | Onderdeel     | Onderdeel  | Onderdeel | Onderdeel          | Onderdeel          |
| Jaar | Plaats      | Individueel | Sprint    | Achtervolging | Massastart | Estafette | Gemengde estafette | Single Mixed Relay |
| ---- | ----------- | ----------- | --------- | ------------- | ---------- | --------- | ------------------ | ------------------ |
| 2013 | Nové Město  | –           | –         | –             | –          | 19e       | –                  |                    |
| 2015 | Kontiolahti | 26e         | 24e       | 21e           | 13e        | 10e       | 5e                 |                    |
| 2016 | Oslo        | 13e         | 16e       | 20e           | 21e        | 12e       | 5e                 |                    |
| 2017 | Hochfilzen  | 61e         | 23e       | 26e           | 25e        | DSQ       | 9e                 |                    |
| 2019 | Östersund   | 7e          | 70e       | –             | –          | 16e       | –                  | 8e                 |
| 2020 | Antholz     | 51e         | 17e       | 8e            | 9e         | 12e       | 8e                 | 6e                 |
| 2021 | Pokljuka    | 4e          | 9e        | Zilver        | Goud       | 7e        | Zilver             | 6e                 |
| 2023 | Oberhof     | 32e         | 13e       | 27e           | 9e         | 5e        | 4e                 | Zilver             |

### Wereldbeker
Eindklasseringen
| Seizoen   | Algemeen | Individueel | Sprint | Achtervolging | Massastart |
| --------- | -------- | ----------- | ------ | ------------- | ---------- |
| 2013/2014 | 69e      | 35e         | 78e    | 73e           | –          |
| 2014/2015 | 24e      | 29e         | 31e    | 26e           | 16e        |
| 2015/2016 | 15e      | 15e         | 18e    | 16e           | 17e        |
| 2016/2017 | 15e      | 12e         | 20e    | 13e           | 21e        |
| 2017/2018 | 29e      | 30e         | 30e    | 18e           | 37e        |
| 2018/2019 | 17e      | 5e          | 23e    | 13e           | 23e        |
| 2019/2020 | 18e      | 27e         | 17e    | 36e           | 14e        |
| 2020/2021 | 6e       | Goud        | 8e     | 6e            | 6e         |
| 2020/2021 | Brons    | Zilver      | 4e     | 5e            | 12e        |
| 2022/2023 | 10e      | 21e         | 7e     | 10e           | 6e         |

Wereldbekerzeges
| Nr.         | Datum            | Plaats                  | Onderdeel               |
| Individueel | Individueel      | Individueel             | Individueel             |
| ----------- | ---------------- | ----------------------- | ----------------------- |
| 1.          | 21 januari 2021  | Antholz                 | 15 km individueel       |
| 2.          | 21 februari 2021 | Pokljuka                | 12,5 km massastart (WK) |
| 3.          | 2 december 2021  | Östersund               | 7,5 km sprint           |
| 4.          | 3 december 2022  | Kontiolahti             | 7,5 km sprint           |
| 5.          | 18 december 2022 | Annecy/Le Grand Bornand | 12,5 km massastart      |
| Estafette   |                  |                         |                         |
| 1.          | 12 maart 2017    | Kontiolahti             | Single-Mixed-Relay      |
| 2.          | 26 november 2017 | Östersund               | Single-Mixed-Relay      |